# Hinter den Kulissen von Paris

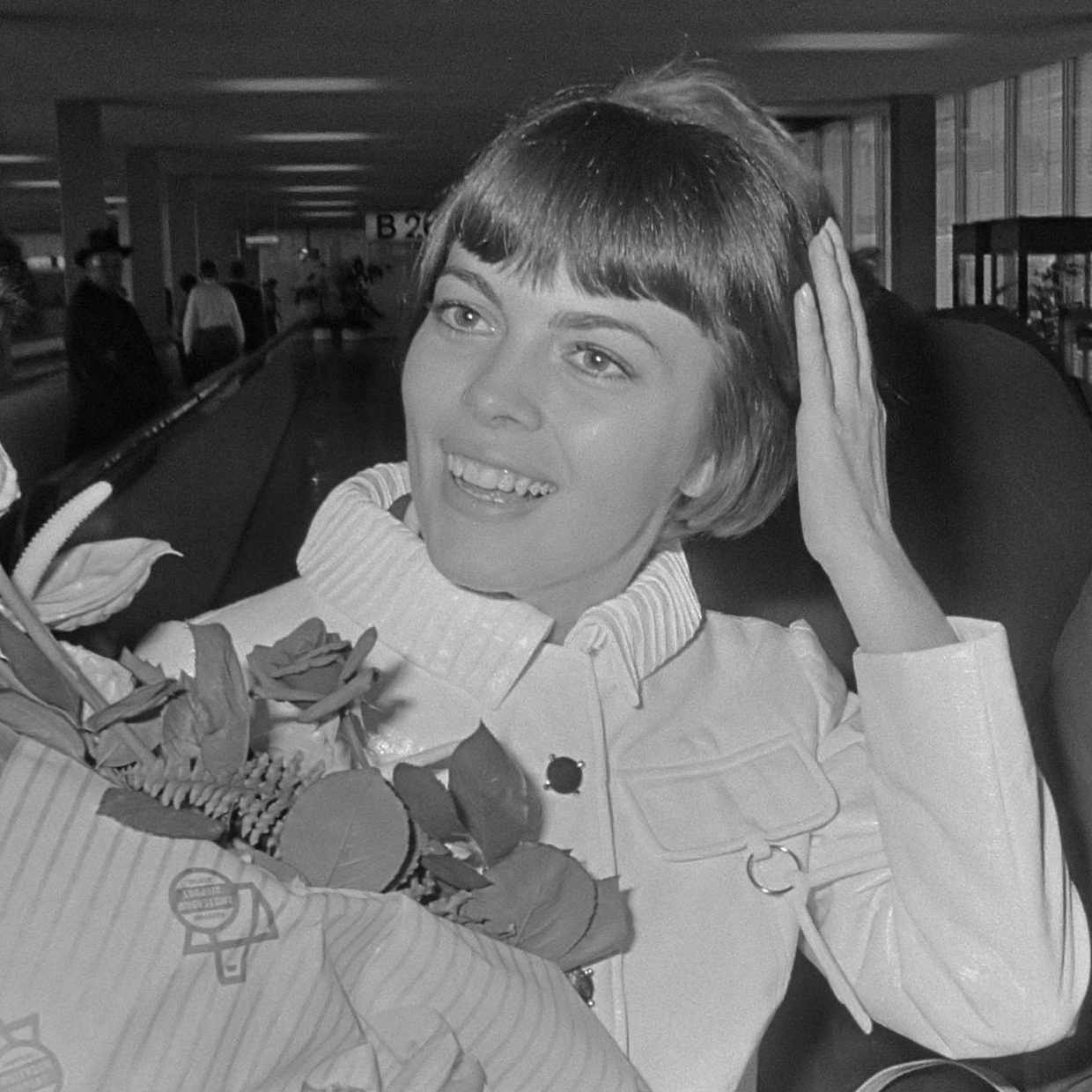
Mireille Mathieu, 1970

Hinter den Kulissen von Paris ist ein Schlager, der 1969 von Christian Bruhn für Mireille Mathieu komponiert wurde. Den Text schrieb Georg Buschor. Produziert wurde das Lied von Christian Bruhn und Gerhard Hämmerling.

## Entstehung
Christian Bruhn und Georg Buschor versuchten vergeblich, Mireille Mathieu für den deutschsprachigen Markt zu gewinnen und sandten mehrere Liedideen an ihre französische Plattenfirma, ohne darauf Antworten zu erhalten. Der Musikverleger Gerhard Hämmerling stellte schließlich einen Kontakt zu Mathieus Produzent Johnny Stark her, der daraufhin zu Bruhn und Buschor nach München reiste. Bruhn stellte Stark die beiden Titel Martin und Stockholm vor, die auf einer ersten Single erscheinen sollten. Der Titel Martin gefiel Stark, Stockholm jedoch überhaupt nicht. Damit das Projekt nicht platzte, preschte Buschor vor und behauptete, es gäbe noch ein Lied mit dem Titel Hinter den Kulissen von Paris, von dem jedoch nur der Titel feststand. Bruhn begann zu improvisieren und nach einigen Takten sprang Stark auf und rief begeistert „c'est ça! Justement!“ („Das ist es!“).
Die Single wurde im Berliner Ariola-Tonstudio aufgenommen, die Aufnahmen zu Hinter den Kulissen von Paris dauerten für die der deutschen Sprache unkundigen Mireille Mathieu drei Stunden.

## Inhalt
Das Lied verklärt die Stadt Paris als romantischen Sehnsuchtsort, wozu als Stilmittel etwa das Einstreuen französischer Vokabeln in den deutschen Text genutzt wurde. Auch ansonsten wurde das Lied „textlich und musikalisch mit allem, was die französische Klischeekiste so hergab, garniert“. Neben klischeehaftem Text wie
Und ewig fließt die Seine, und ewig ist l’amour.
So wird es immer bleiben,
tagein, tagaus, toujours
kommen hierbei Stilmittel wie der Einsatz eines Musette-Akkordeons zum Tragen, das im ⁶/₈-Takt die für diesen Musikstil typischen Arpeggien spielt.

## Erfolge
Hinter den Kulissen von Paris wurde der erste deutschsprachige Hit Mireille Mathieus. In den deutschen Musikcharts erreichte die Single mit Martin auf der B-Seite Platz fünf, in den österreichischen Platz vier. Auch in den belgischen Musikcharts erreichte sie Platz fünf, in den niederländischen Platz 15. Nach dem Erfolg der Single wurde die LP Mireille Mireille mit sechs deutschen und sechs französischen Liedern produziert.
Das Lied wurde mehrfach gecovert, schon 1969 durch Mathieu selbst als L'amour de Paris. Noch im gleichen Jahr erschienen schwedische Versionen von Bibi Johns und Birthe Kjær sowie niederländische Versionen von Joyce Suma und Truus, 1970 folgte eine dänische Version von Lis Evers. Eine weitere niederländische Einspielung von Wendy van Wanten folgte 1998, Séverine spielte 2001 noch eine französische Version ein, 2006 auch eine weitere deutsche.